# Сосновка (приток Каменки)
Сосновка (в верховье Кривая Сосновка, у истока ручей Ануфриев) — река в Алтайском крае России. Устье реки находится в 88 км по правому берегу реки Каменка, на южной окраине села Алтайское. Длина реки составляет 25 км. Высота устья — 328 м над уровнем моря.

## Притоки
- Агафонов
- Пихтовый
- Прямая Сосновка

## Данные водного реестра
По данным государственного водного реестра России относится к Верхнеобскому бассейновому округу, водохозяйственный участок реки — Катунь, речной подбассейн реки — Бия и Катунь. Речной бассейн реки — (Верхняя) Обь до впадения Иртыша.